# 菜鳥鍊金術師開店營業中
《菜鳥鍊金術師開店營業中》是日本作家所著的輕小說系列，2018年11月起於成為小說家吧上連載；2019年9月起經富士見Fantasia文庫發行實體書，擔綱插圖，出版至今共7卷。由動畫製作公司ENGI改編的電視動畫，於2022年10月3日首播。

## 登場人物
此處角色譯名以台灣角川出版的繁體中文版為參考。

### 主要角色
珊樂莎·菲德/珊樂莎·菲德·洛采·羅赫哈特（聲：高尾奏音）
新人鍊金術師。作品開始時15歲，作品世界中的成年人。8歲那年父母遭到盜賊殺害，老家菲德商會面臨債務危險，掌櫃及商會員工們不得已把她送到孤兒院照顧，後進入皇家鍊金師培訓學校。在校時專注於學習和兼職，除了出身貴族的兩個前輩萊絲、普莉希亞和出身海運商會的一個後輩蜜絲提之外，沒有任何朋友。由於爭取獎學金和獎勵，所以接近班上最好的成績畢業。（校排名第四名，事實上由於貴族學生會因家世爵位加分，所以她的實際成績一直都是學院第一名）。平常習慣節衣縮食而甚少購買新衣服及剪頭髮，除了校服和孤兒院時期帶來的衣服（許多已經不合身）之外，平常穿著的衣服是前輩們拉着她去二手衣服店，並提供折扣優惠買下的。在儀容方面，也是前輩帶她回自己家請女僕幫忙剪頭髮，畢業前則是奧菲莉亞請店員瑪莉亞幫忙剪頭髮。
在校期間，在大師級鍊金術師奧菲莉亞的商店打工，畢業後，奧菲莉亞買下了尤庫村的商店，贈予她作為禮物。稱奧菲莉亞為師父，開店後也被視為唯一的弟子愛戴。受師父影響，戰鬥能力比採集者、獵人更強大。儘管自己也能收集素材，但為了專注研究及製作，故習慣收購素材。
在村子裏，由於她平易近人及提供各種價格優惠，加上在魔獸來襲時指揮村民及採集者合力對抗，使她深受愛戴。
過去父母經營的菲德商會在掌櫃及各成員的艱辛努力下，於近年重振旗鼓，生意好轉，並邀請擁有鍊金術師資格的她回來接管商會。但因不想放棄在尤庫村的鍊金術商店，故此決定留在村子，透過聯絡讓店舖和商會互利合作。同時也收在學時期的後輩蜜絲提為徒弟，一起回到村子。
因得罪烏彥準男爵一事，為了獲得貴族特權以求自保，在艾莉絲和凱特的說服下認真考慮了與艾莉絲的同性婚姻。在跟著艾莉絲回老家與全家人相處之後，因為受到家族溫暖的吸引，最後同意與艾莉絲結婚，成為洛采家的一份子。在譚德·烏彥準男爵因「企圖刺殺王子」的罪名被廢除爵位後，與艾莉絲的婚姻獲得王室承認而成為了同性夫婦，並從岳丈艾德爾巴特手中繼承洛采騎士爵家的當家地位，被王子委託全權接管包含尤庫村和南斯托拉格在內羅赫哈特的領主事務，在處理領內盜賊及疫情問題後升為子爵。
蘿蕾雅（聲：木野日菜）
尤庫村雜貨店老闆的女兒。比珊樂莎小兩歲。是一名普通的店員，會讀、寫和計算，並被聘為珊樂莎商店的店員。珊樂莎家（店）的廚房修好後也會負責做飯。後來以鍊金術師為目標，拜珊樂莎為師，揚言即使最後考不到執照，也想學以致用，幫助珊樂莎、村子和經常光顧的採集家們。在珊樂莎長期外出時會擔任代理店長。
艾莉絲·洛采（聲：大西沙織）
一名採集者，出身騎士貴族家庭，但家族因爲了救濟領地內的飢荒問題面臨債務危機，故以能採集高價素材工作來幫補家計。卻因狩獵意外，以濒死狀態被帶到珊樂莎的商店，使用昂貴的藥水挽救了生命，但有義務償還債務。和搭檔凱特住在珊樂莎店的二樓。是個認真但不幸的人，容易惹麻煩。
在珊樂莎替她償還家族債務後，決定以身相許來報答恩情，起初一直被拒絕，直至烏彥男爵一事發生後，以貴族特權作自保的誘因成功令珊樂莎考慮婚約。
在譚德·烏彥準男爵因「企圖刺殺王子」的罪名被廢除爵位後，與珊樂莎的婚姻獲得王室承認而成為了同性夫婦。
凱特·史塔文（聲：諏訪奈奈香）
艾莉絲的同伴採集者，與父母一起侍奉艾莉絲的家族。擅長射箭的半黑精靈。是個穩重的人，支持艾莉絲。
奧菲莉亞·米里斯（聲：齋賀光希）
大師級鍊金術士，十分擅長劍術和身體強化，只需3天就可以從王都跑到尤庫村。她聘請了學生時代的珊樂莎做兼職，並以師父的身份教授鍊金術。珊樂莎畢業後，買下了尤庫村的店給她作禮物，偶爾也會教導她戰鬥技巧，開張後也很照顧她。
後繼短暫聘用珊樂莎在學校的後輩蜜絲提為員工，但因不太滿意其表現，故而沒有繼續收徒弟。後來，蘿蕾雅和蜜絲提主動向珊樂莎拜師，所以兩人成為奧菲莉亞的徒孫。曾經擔任第一王子的家庭教師，為少數敢直斥教訓王族貴族的人之一。
瑪莉亞（聲：小清水亞美）
奧菲莉亞的店員。擅長烹飪，照顧奧菲莉亞的周圍環境，也是她提議奧菲莉亞招募見習生，促使珊樂莎成為奧菲莉亞徒弟的契機。在得知珊樂莎聛請蘿蕾雅為店員後，特地送了一本食譜給她們以提升和改善膳食。
蜜絲提·哈德森
珊樂莎學生時期的學妹兼朋友，海運商會「哈德森商會」的千金。畢業後短暫在米里斯的煉金術店打工，後成為珊樂莎的徒弟，隨她搬去約克村生活。

### 拉普洛西安王國
本作故事的舞台，因國家的政策，煉金術師在該國受到非常大的禮遇。該國的流通貨幣為「雷亞」。此外該國願意承認及接納同性婚姻。

#### 王族
菲力克·拉普洛西安
拉普洛西安王國的第一王子，過去是奧菲莉亞的學生，在外以「变装帽子」來偽裝自己的髮色，為了治療自己的禿頭問題，再加上為了避免受人矚目，因而到尤庫村拜訪珊樂莎。實際上是為了處理準男爵問題而秘密出訪領地以便搜集罪證，故意設局令準男爵犯下「企圖謀殺王族」的罪名入獄，也順便撤銷協助準男爵犯罪的約瑟夫之煉金術師执照。

#### 尤庫村
位在格爾巴洛哈山麓樹海深處的村莊，雖然從王都坐馬車到該村必須要一個月左右的時間，但在那裡容易取得鍊金術的素材。由於當地居民大多是以物易物，非常少人使用現金來買賣，因此金錢在該地區相當不流通。

##### 採集者
透過採集值錢的素材來獲利的冒險者職業，由於尤庫村素材採集容易，因此有大量的採集者駐紮於此，儘管在地獄焰灰熊的襲擊事件時有大量的採集者撤離此地。
安德烈（聲：三宅健太）
經驗豐富的尤庫村採集者，珊樂莎的常客之一。在地獄焰灰熊的襲擊村莊期間，為少數幾個和村民們一同對抗地獄焰灰熊的採集者之一。（有一半以上的採集者在地獄焰灰熊的襲擊村莊前都紛紛逃走了。）
基爾（聲：浜田洋平）
安德烈隊伍的採集者，珊樂莎的常客之一。在地獄焰灰熊的襲擊村莊期間，為少數幾個和村民們一同對抗地獄焰灰熊的採集者之一。（有一半以上的採集者在地獄焰灰熊的襲擊村莊前都紛紛逃走了。）
葛雷（聲：岡井カツノリ）
安德烈隊伍的採集者，珊樂莎的常客之一。在地獄焰灰熊的襲擊村莊期間，為少數幾個和村民們一同對抗地獄焰灰熊的採集者之一。（有一半以上的採集者在地獄焰灰熊的襲擊村莊前都紛紛逃走了。）
德雷古
和安德魯的對話中提及的採集者，曾將冰牙蝙蝠的牙齒拿到南斯托拉格賣，卻遭到砍價，因此導致之後很少有採集者狩獵冰牙蝙蝠。

##### 其他村民
村長
尤庫村的村長，家中有一個女兒艾琳，經常替他處理村中事務及出主意。
艾琳（聲：杉山里穗）
村長的女兒，經常替她父親處理村中事務及出主意，因而被珊樂莎評價為「幕後的村長」。曾因為地獄焰灰熊的襲擊村莊的事件沒有找到根本的原因，向領主譚德·烏彥請求調查，卻被以「災情不嚴重」為由壓下來，因而委託珊樂莎調查此事。
達爾納（聲：柳晃平）
蘿蕾雅的父親，經營雜貨店。同時也會在外地經商。後來為擴展商品業務而加盟菲德商會。
耶爾茲（聲：新井里美）
珊樂莎的鄰居，身形顯胖的婦人，在村莊內擁有非常廣的人脈，善於社交，丈夫是個獵人。
賈斯帕（聲：若林佑）
耶爾茲的丈夫，是個獵人。
蓋貝爾克（聲：檜山修之）
尤庫村的木匠，性格穩重且面惡心善，擁有高超的手藝，在珊樂莎搬進來後幫她修復及裝潢其店面，同時也為她打造許多家具。
狄拉露（聲：寺依沙織）
在尤庫村經營餐廳的老闆娘。
吉茲德（聲：中島卓也）
尤庫村的鐵匠。

#### 南斯托拉格
距離尤庫村較近的城鎮，但一般走路從尤庫村到南斯托拉格必須花三天的時間，且沒有可搭乘的公共馬車，但靠體能強化的珊樂莎需要半天的時間才能徒步跑到該城鎮。且該鎮有兩家鍊金術師的店，分別在靠近大門附近的小巷子內 (已倒閉)和城鎮的中央廣場旁。
雷奧諾拉（聲：浅野真澄）
在南斯托拉格開店的女性中級鍊金術師，是個個性大方且正直的人。店面設在城鎮的中央廣場旁，但距離大門較遠。曾因過去尤庫村的老鍊金術師退休後，一直傷腦筋沒有新的優質素材進貨。在珊樂莎搬進尤庫村後，與她有了素材買賣上的往來。
後來收專攻疾病及藥物治療的新人錬金術師瑪里絲為徒弟，監察她還清欠下自己和珊樂莎的債務。
菲利歐妮（聲：森奈奈子）
雷奧諾拉店裡的員工，負責煮飯、打掃等雜務，擅於烹飪。
仕·窩德（聲：興津和幸）
手段卑鄙的黑心商人，珊樂莎第一個商業勁敵。在南斯托拉格成立【窩德商會】，並主打鍊金素材、工藝品和鍊藥等。多次藉由各種手段如對素材動手腳使多名鍊金術師練成失敗並藉此使他們欠債，並強迫他們為他工作，同時還私下僱用強盜。曾在尤庫村開設店面，多次向採集者們高價收購冰牙蝙蝠的冰牙，打算藉機壟斷珊樂莎。自從因珊樂莎和雷奧諾拉等人的合作下使冰牙供過於求導致自己面臨經濟危機，迫使自己遷出尤庫村，後來因不明原因突然過世。
霍·窩德
於艾德爾巴特的對話中提及，接替已故的父親擔任【窩德商會】的新任當家，曾向艾德爾巴特提出願意為其付清債務，但條件是必須將艾莉絲嫁給他。譚德·烏彥被廢除爵位後落草為寇。
約瑟夫（聲：岡井カツノリ）
在南斯托拉格開店的男性貴族鍊金術師，性格陰暗且手段卑劣，背地與譚德·烏彥準男爵勾結，常以素材不新鮮的理由以十分之一的價格向採集者購買素材，店面靠近大門附近的小巷子內，且相當凌亂，由於珊樂莎造訪他的店時因以素材不新鮮為由刻意刁難她，使她憤而在自家的店裡貼上告示導致許多採集者們不再向他買賣素材，店面也因沒有新的素材進貨而倒閉，連鍊金術師牌照也被吊銷。相當憎恨珊樂莎，為報復她而故意在領內撒播新疫病毒，最終被奧菲莉亞親自逮捕。
動畫版以「惡德煉金術師」稱之。
譚德·烏彥
統治尤庫村和南斯托拉格的羅赫哈特領主，爵位為準男爵，品性惡劣，且講話語氣兇狠。讓洛采欠債的罪魁禍首，疑似【窩德商會】的幕後金主，經常濫用領主的名義提高稅收及濫用公權橫行霸道，但對煉金術師受國家特別優待的法律一無所知。相當瞧不起平民，即使是作為煉金術師的珊樂莎也一樣。最終以「企圖刺殺王子」的罪名被第一王子逮捕及廢除爵位。原所屬領地則由王族委託珊樂莎接管領主事務。

#### 其他角色
艾德爾巴特·洛采（聲：手塚ヒロミチ）
艾莉絲的父親，爵位為騎士爵，洛采家的入贅夫婿，領地只有兩個小村落，是個重視領民的濫好人。因爲了救濟領地內的飢荒問題而多次對領地內實行減稅政策，還自掏腰包提供領民大量的糧食，因此家族面臨債務危機，同時還遭到譚德·烏彥準男爵的打壓，因此成為其女兒艾莉絲成為採集者的原因之一。因平民出身的關係，一般皆妻子及凱特的父母管理領地行政事務，自己則負責維持治安。
在艾莉絲和珊樂莎結婚後，把洛采騎士爵當家的地位轉讓予女婿珊樂莎，但仍負責代理原本洛采區的領地事務。由於有3個女兒的關係，所以對同性婚姻持開明態度，揚言若珊樂莎和艾莉絲沒有孩子的話，也可過繼其他女兒的孩子。
卡特麗娜·史塔文（聲：松本沙羅）
凱特的母親，黑精靈族，侍奉洛采家族的侍女兼護衛。
雷尼·哈德森
蜜絲提的哥哥，海運商會「哈德森商會」的少爺。
盧洛伊（聲：杉崎亮）
「菲德商會」的掌櫃，自從珊樂莎的父母遭到殺害後，被迫接管商會的事物。
札多克
雷尼的秘書。離間雷尼和蜜絲提兄妹關係的幕後黑手。背地裏勾結盜賊團，企圖謀害珊樂莎卻反被對方擊敗。

## 出版書籍

### 輕小說
| 卷數 | KADOKAWA | KADOKAWA       | KADOKAWA               | 台灣角川         | 台灣角川       | 台灣角川               |
| 卷數 | 副標題   | 發售日期       | ISBN                   | 副標題           | 發售日期       | ISBN                   |
| ---- | -------- | -------------- | ---------------------- | ---------------- | -------------- | ---------------------- |
| 1    |          | 2019年9月20日  | ISBN 978-4-04-073315-9 | 得到一間店！     | 2022年10月24日 | ISBN 978-626-321-885-7 |
| 2    |          | 2019年11月20日 | ISBN 978-4-04-073316-6 | 來做生意吧！     | 2022年12月7日  | ISBN 978-626-352-088-2 |
| 3    |          | 2020年3月19日  | ISBN 978-4-04-073637-2 | 錢財短缺了？     | 2023年2月9日   | ISBN 978-626-352-272-5 |
| 4    |          | 2020年6月19日  | ISBN 978-4-04-073749-2 | 有點麻煩的訪客   | 2023年4月12日  | ISBN 978-626-352-446-0 |
| 5    |          | 2021年9月18日  | ISBN 978-4-04-074257-1 | 入冬與貴客臨門   | 2023年6月19日  | ISBN 978-626-352-621-1 |
| 6    |          | 2022年9月16日  | ISBN 978-4-04-074689-0 | 我突然有了徒弟!? | 2023年8月9日   | ISBN 978-626-352-817-8 |
| 7    |          | 2022年11月18日 | ISBN 978-4-04-074694-4 | 防治傳染病！     | 2023年10月25日 | ISBN 978-626-378-050-7 |

### 漫畫
| 卷數 | KILL TIME COMMUNICATION | KILL TIME COMMUNICATION |
| 卷數 | 發售日期                | ISBN                    |
| ---- | ----------------------- | ----------------------- |
| 1    | 2021年10月8日           | ISBN 978-4-7992-1553-1  |
| 2    | 2022年4月8日            | ISBN 978-4-7992-1620-0  |
| 3    | 2022年10月7日           | ISBN 978-4-7992-1691-0  |
| 4    | 2023年5月8日            | ISBN 978-4-7992-1765-8  |
| 5    | 2024年3月8日            | ISBN 978-4-7992-1874-7  |
| 6    | 2024年9月6日            | ISBN 978-4-7992-1950-8  |
| 7    | 2025年5月8日            | ISBN 978-4-7992-2045-0  |

## 電視動畫
2021年9月18日（小說第5卷發售日），宣佈將獲改編為電視動畫。2022年4月8日，宣佈動畫將於同年10月首播，並公開第1張主視覺圖、宣傳片，以及主要聲優及製作人員陣容。

### 主題曲
片頭曲Hajimaru Welcome
作曲、編曲：木下龍平；作词：ARAKI，歌：大西亞玖璃
片尾曲Fine Days
作詞：渡部紫緒；作曲、編曲：金崎真士，歌：諏訪奈奈香

### 各話列表
| 話數   | 日文標題 | 中文標題                 | 劇本     | 分鏡       | 演出                                                                     | 作畫監督                                                                                                | 總作畫監督        | 首播日期 （2022年） |
| ------ | -------- | ------------------------ | -------- | ---------- | ------------------------------------------------------------------------ | --- | ----------------- | ------------------- |
| 第1話  |          | 得到一間店！             |          | 博史池畠   | 槙麻里奈                                                                 | 龜井千夏、増井良紀                                                                                      | 伊藤陽祐          | 10月3日             |
| 第2話  |          | 來到村子了！             | 寺丘臨   | 金澤由季   | Lee Seong-jin、Hwang Seong-won、Shin Eun-ah、Kim Jeong-suk、Kim Jong-suk | 鯉川慎平                                                                                                | 10月10日          |                     |
| 第3話  |          | 魔物出現了！             | 兵頭一步 | 增田敏彦   | 加藤顕                                                                   | 服部憲知 飯飼一幸 宇井川真明 青沼ひかり 星月動画 Revival 木木欣                                         | 伊藤陽祐          | 10月17日            |
| 第4話  |          | 一起生活吧！             | 福田裕子 | 海野なまこ | 佐々木瑞樹                                                               | 桜井木ノ実 南信一郎 川口弘明 陈亮 宇井川真明 青沼ひかり                                                 | 鯉川慎平          | 10月24日            |
| 第5話  |          | 來開發新商品吧！         | 村越繁   | 大宙征基   | 粟井重紀                                                                 | 宇井川真明 青沼ひかり BigOwl                                                                            | 鯉川慎平          | 10月31日            |
| 第6話  |          | 一起去湖邊吧！           | 福田裕子 | 博史池畠   | 熊野千尋                                                                 | 龜山千夏 增井良紀 宇井川真明                                                                            | 伊藤陽祐          | 11月7日             |
| 第7話  |          | 鍊成具壞掉了！           | 兵頭一歩 | 渡邊慎一   | 金澤由季                                                                 | Lee Seong-jin Shin Eun-ah Kim Jong-suk Hwang Seong-won Kang Hyeon-guk Kim Jeong-suk 青沼ひかり          | 龜山千夏          | 11月14日            |
| 第8話  |          | 生意對手出現了！         | 村越繁   |            | 殿勝秀樹                                                                 | 桜井木ノ実 南信一郎 飯飼一幸 服部益美 陈亮 宇井川真明 青沼ひかり                                        | 龜山千夏 伊藤陽祐 | 11月21日            |
| 第9話  |          | 去採蜂蜜吧！             | 福田裕子 | 増田敏彦   | 吉田修司                                                                 | 服部憲知 飯飼一幸 宇井川真明 星月動画 木木欣 ワンオーダー Revival                                       | 伊藤陽祐          | 11月28日            |
| 第10話 |          | 用錢解決吧！             | 兵頭一步 | 麦野アイス | 萩原悠理                                                                 | 岩永遼太 追江沙羅 チェ ユンミ 南伸一郎 森田ゆうし 宇井川真明 青沼ひかり 温州夢ト動漫設計有限公司 BigOwl | 亀山千夏          | 12月5日             |
| 第11話 |          | 去打倒火蠑螈吧！         | 村越繁   | 博史池畠   | 槙麻里奈                                                                 | 増井良紀 宇井川真明 旭陽動画 BigOwl 24FPS Revival Studio EverGreen                                      | 伊藤陽祐          | 12月12日            |
| 第12話 |          | 新人鍊金術師的店鋪經營！ | 村越繁   | 志村宏明   | 熊野千尋                                                                 | 增井良紀 宇井川真明 青沼光 BigOwl                                                                       | 伊藤陽祐          | 12月19日            |

### 播映平台
| 播映地區         | 播映平台 | 播映日期                | 播映時間              | 備註   |
| ---------------- | --- | ----------------------- | --------------------- | ------ |
| 臺灣             | 巴哈姆特動畫瘋、中華電信MOD、Hami Video、LiTV 線上影視、myVideo、遠傳friDay影音 LINE TV、Yahoo TV 一起看、CATCHPLAY+、木棉花台灣YouTube頻道 | 2022年10月3日－12月19日 | 星期一 21:00（UTC+8） | [ 21 ] |
| 香港、澳門       | 木棉花香港YouTube頻道 | 2022年10月3日－12月19日 | 星期一 21:00（UTC+8） | [ 22 ] |
| 香港、澳門、臺灣 | bilibili | 2022年10月3日－12月19日 | 星期一 21:00（UTC+8） | [ 23 ] |

## 外部連結
- 成為小說家吧官方網站（日語）
- 富士見Fantasia文庫特設網站（日語）
- 漫畫連載網站（日語）
- 電視動畫官方網站（日語）
- 電視動畫的X（前Twitter）（日語）